# Stor-Älgsgårdsvattnet
Stor-Älgsgårdsvattnet är en sjö i Strömsunds kommun i Jämtland och ingår i Indalsälvens huvudavrinningsområde. Sjön har en area på 1,18 kvadratkilometer och ligger 308,1 meter över havet. Sjön avvattnas av vattendraget Ruggan (Älggårdsån).

## Delavrinningsområde
Stor-Älgsgårdsvattnet ingår i det delavrinningsområde (705786-148892) som SMHI kallar för Utloppet av Stor-Älgsgårdsvattnet. Medelhöjden är 320 meter över havet och ytan är 10,26 kvadratkilometer. Räknas de 7 avrinningsområdena uppströms in blir den ackumulerade arean 61,43 kvadratkilometer. Ruggan (Älggårdsån) som avvattnar avrinningsområdet har biflödesordning 4, vilket innebär att vattnet flödar genom totalt 4 vattendrag innan det når havet efter 216 kilometer. Avrinningsområdet består mestadels av skog (78 procent). Avrinningsområdet har 1,16 kvadratkilometer vattenytor vilket ger det en sjöprocent på 11,3 procent.